# Roma Ryan
 (janvier 2021).
Si vous disposez d'ouvrages ou d'articles de référence ou si vous connaissez des sites web de qualité traitant du thème abordé ici, merci de compléter l'article en donnant les références utiles à sa vérifiabilité et en les liant à la section « Notes et références ».
Pour les articles homonymes, voir Ryan.
Roma Ryan, née le 20 janvier 1950 à Belfast en Irlande du Nord, est une écrivaine, poétesse et parolière britannique.
Elle vit actuellement à Artane, au nord de Dublin, en Irlande, dans une maison qu'elle et son mari (Nicky Ryan) partagent avec la chanteuse et musicienne Enya. Ils ont tous les trois participé au groupe Clannad. Roma Ryan est la parolière attitrée d'Enya qui, pour souligner son importance et celle de son mari dans son travail, a dit que sans eux, Enya n'existerait pas.
Les paroles de Roma pour Enya lui ont fait remporter des Grammy Awards ; la chanson May it be pour le film Le Seigneur des Anneaux : la Communauté de l'Anneau, a été nommée pour un Oscar.
On peut entendre ses paroles dans des films comme The Frog Prince (1984), Green Card (1990), L.A. Story (1991), Toys (1992), Cry, the Beloved Country (1995) et Reisei to jônetsu no aida (2001). Tous comportent également la musique d'Enya.
En 2005, Roma Ryan a créé une nouvelle langue pour l'album d'Enya, Amarantine, qu'elle a appelée le Loxian (en).